# Cruz Paredes
Cruz Paredes is een gemeente in de Venezolaanse staat Barinas. De gemeente telt 28.800 inwoners. De hoofdplaats is Barrancas.